# Vadanappally
Vadanappally es una ciudad censal situada en el distrito de Thrissur en el estado de Kerala (India). Su población es de 30657 habitantes (2011). Se encuentra a 19 km de Thrissur y a 69 km de Cochín.

## Demografía
Según el censo de 2011 la población de Vadanappally era de 30657 habitantes, de los cuales 13966 eran hombres y 16691 eran mujeres. Vadanappally tiene una tasa media de alfabetización del 95,70%, superior a la media estatal del 94%: la alfabetización masculina es del 96,95%, y la alfabetización femenina del 94,69%.